# Španglicky snadno a rychle
Španglicky snadno a rychle (v anglickém originále Spanglish) je americká filmová komedie z roku 2004 od režiséra Jamese L. Brookse. Film měl v USA premiéru 17. prosince 2004. Přestože hodnocení filmů se lišila, vydělal snímek Španglicky snadno a rychle 55 milionů $, tedy přibližně 1, 4 miliardy Kč. Samotný rozpočet filmu ale nepřesáhl ani 80 milionů. V tomto filmu se prosadila především herečka Paz Vega. 

## Obsazení
| Adam Sandler                                                                  | John Clasky                |
| Sarah Steele                                                                  | Bernice "Bernie" Claskyová |
| Ian Hyland                                                                    | George "Georgie" Clasky    |
| Paz Vega                                                                      | Flor Moreno                |
| Cloris Leachman                                                               | Evelyn Wright              |
| Téa Leoni                                                                     | Deborah Clasky             |
| *Victoria Luna (6letá) - Shelbie Bruce (12letá) - Aimee Garcia (jako dospělá) | Cristina Moreno            |

## Děj
Dospívající Cristina Morenová (Aimee Garcii) studuje na Princetonské univerzitě a jako námět pro svoji esej použije vyprávění z jejího dětství. Právě do doby jejího dětství je zasazen celý film, jehož hlavní hrdinkou je Cristinina matka Flor (Paz Vega).
Flor Morenová je chudá mexická svobodná matka, která se přestěhuje do Spojených států, aby našla lepší život pro ni a její dceru dvanáctiletou Cristinu (Shelbie Bruce). Flor získá byt v mexické čtvrti a přijme dvě zaměstnání. Když je ale obě nezvládá, její bratranec ji vezme na pohovor na chůvu do rodiny Claskyových. Rodina Claskyových se skládá z pěti členů: nejmladšího syna George, starší dcery Bernice, babičky Evelyn a rodičů Johna a Deborah. Přestože se ze začátku zdají jako idylická rodina, na povrch vyplouvají nepříjemná fakta: Bernice propadá na škole z dějepisu a špatně vychází s matkou, která se nesmířila s tím, že její dcera nemá postavu modelky, Evelyn, matka Deborah, je nervózní alkoholička a samotná Deborah má milence.
Do této rodiny přichází Flor jako chůva, která ale neumí anglicky. Spřátelí se hlavně s Bernice, ale snaží se najít si cestu i k ostatním členům rodiny. Když přijde léto, rodina se rozhodne odjet na letní sídlo k moři a přes počáteční odmítání Flor ji berou s sebou. Ta ale musí vzít i dceru Cristinu, nejen proto, že nemůže sama zůstat doma, ale i jako příležitostnou překladatelku. Deborah k Cristine rychle přilne a vidí v ní krásnou a inteligentní dceru, jako sama nemá. Začne jí dávat přednost před Bernice a kupuje Cristine drahé věci. John zadá dětem za úkol hledání barevných sklíček na pláži moře, přičemž za každé sklíčko dostávají několik dolarů. Po tom, co Cristina "vyhraje" 640 $, Flor se s pohádá s Johnem a vše co říká, překládá sama její dcera. Přestože původně se chystá ihned odjet, nakonec zůstává a aby nemusela dále dceru využívat k překladu, sama se začne učit anglicky.
V té době John rozšiřuje svoji restauraci a mrzí ho, že jeho restaurace již není obyčejnou městskou záležitostí ale restaurací s popularitou takovou, že na několik měsíců dopředu nejsou volné stoly. Deborah si najde milence, realitního makléře, a bez vědomí Flor zapíše Cristinu na vybranou soukromou školu. Flor si ale myslí, že tím její dcera ztratí své mexické kořeny a lidské hodnoty. Nabývá pocitu, že Deborah překračuje hranice a své námitky vytýká hlavně Johnovi. I přesto, jak je jí to nepříjemné, povolí Cristině soukromou školu a s Deborah se usmíří.
Léto zakrátko končí a Flořina dcera a Bernice se chystají na první den v nové škole, Svoji novou kamarádku ale nepřivede do svého domova, ale do domova Claskyových. Deborah se snaží Cristinu krýt, aby s ní mohla strávit co nejvíce času. Evelyn, která začala abstinovat, si jako jediná všimne poměru Deborah s realitním makléřem a vytýká jí, že se nevěnuje rodině a především manželovi Johnovi. Krátce po hádce s matkou se nakonec Deborah rozhodne Johnovi se se vším přiznat a prosí ho, aby jí odpustil. Ten ve stresu autem odjede do města, kde potká Flor a pozve ji do své restaurace. Přestože se zdá, že se John s pohlednou Mexičankou dá dohromady a Flor se mu vyzná ze svých citů, zároveň má z případné aférky strach a odmítá ho. Krátce nato jako chůva u Claskyových skončí a zpřetrhá veškeré vztahy Deborah a Cristiny, zakáže jí i studium na soukromé škole. Tu ztráta přítelkyně Deborah mrzí a po celé ulici křičí, že svoji matku nenávidí. Nakonec se ale při cestě domů autobusem usmíří.
Na konci celého vyprávění Cristina vysvětluje, že její život se zakládá na jednoduchém faktu, že je dcerou své matky.

## Zajímavosti
- Paz Vega, představitelka Flor, skutečně anglicky neumí a na place musel po celou dobu natáčení být přítomný překladatel.
- Brooks obsadil Adama Sandlera do role po jeho výkonu ve filmu Opilí láskou.
- Brooks po krátkém natáčení musel najít náhradu za herečku Anne Bancroft, představitelku Evelyn, kvůli dlouhodobé nemoci. Několik měsíců nato zemřela.
- Na 165. shromáždění filmových kritiků označilo 53 % recenzentů film jako dobrý.